# Friluftsteatret i Rakkeby Sandgrav
Friluftsteatret i Rakkeby Sandgrav opfører hver år et syngestykke. Det foregår i en nedlagt sandgrav, der ligger i udkanten af den lille landsby Rakkeby, der ligger ca. 8 km syd/sydvest for Hjørring i Nordjylland.
Det er en mangeårig tradition, der fik sin begyndelse allerede sidst i fyrrene, og i 2014 kan spillene således fejre 65 års jubilæum. 
Arbejdet omkring disse spil udføres udelukkende af frivillige amatører, som har tilknytning til området.
Traditionen tro er der sæsonstart Sankt Hans aften, hvor der også er Skt. Hansbål og båltale.
I 2015 opføres "Folk og Røvere i Kardemomme By".
Opførelser de sidste 10 år:
- 2014: "Forår i Heidelberg"
- 2013: "Sommer i Tyrol"  Arkiveret 27. maj 2016 hos  Wayback Machine
- 2012: "Dyrene i Hakkebakkeskoven"  Arkiveret 27. maj 2016 hos  Wayback Machine
- 2011: "Frøken Nitouche"  Arkiveret 5. marts 2016 hos  Wayback Machine
- 2010: "Et Folkesagn"  Arkiveret 27. maj 2016 hos  Wayback Machine
- 2009: "En Søndag På Amager"  Arkiveret 5. marts 2016 hos  Wayback Machine
- 2008: "Annie Get Your Gun" Arkiveret 5. marts 2016 hos  Wayback Machine
- 2007: "Folk og Røvere i Kardemomme By" Arkiveret 27. maj 2016 hos  Wayback Machine
- 2006: "Det er ganske vist" Arkiveret 27. maj 2016 hos  Wayback Machine
- 2005: "Stjernestunder i Sandgraven" Arkiveret 17. juli 2006 hos  Wayback Machine